# Stazione di Gaifana
La stazione di Gaifana è una stazione ferroviaria posta sulla linea Roma-Ancona; si trova nel territorio comunale di Gualdo Tadino.